# Ruellia suffruticosa
Ruellia suffruticosa är en akantusväxtart som beskrevs av William Roxburgh. Ruellia suffruticosa ingår i släktet Ruellia och familjen akantusväxter. Inga underarter finns listade i Catalogue of Life.